# Municipio de Lancaster (Arkansas)
El municipio de Lancaster (en inglés: Lancaster Township) es un municipio ubicado en el condado de Crawford en el estado estadounidense de Arkansas. En el año 2010 tenía una población de 1179 habitantes y una densidad poblacional de 29,68 personas por km².

## Geografía
El municipio de Lancaster se encuentra ubicado en las coordenadas 35°34′37″N 94°14′3″O / 35.57694, -94.23417. Según la Oficina del Censo de los Estados Unidos, el municipio tiene una superficie total de 39.73 km², de la cual 39,73 km² corresponden a tierra firme y (0 %) 0 km² es agua.

## Demografía
Según el censo de 2010, había 1179 personas residiendo en el municipio de Lancaster. La densidad de población era de 29,68 hab./km². De los 1179 habitantes, el municipio de Lancaster estaba compuesto por el 94,57 % blancos, el 0,51 % eran afroamericanos, el 2,29 % eran amerindios, el 0,59 % eran asiáticos, el 0,42 % eran de otras razas y el 1,61 % eran de una mezcla de razas. Del total de la población el 0,85 % eran hispanos o latinos de cualquier raza.